# Kocurany
Kocurany és un poble i municipi d'Eslovàquia que es troba a la regió de Trenčín. La primera menció escrita de la vila es remunta al 1113.

## Demografia
| Godina             | 1994 | 2004    | 2014    | 2024   |
| ------------------ | ---- | ------- | ------- | ------ |
| Nombre de persones | 333  | 402     | 512     | 528    |
| Diferència         |      | +20,72% | +27,36% | +3,12% |

| Godina             | 2023 | 2024   |
| ------------------ | ---- | ------ |
| Nombre de persones | 535  | 528    |
| Diferència         |      | −1,30% |